# Serienjunkies.de
Serienjunkies.de ist ein deutsches Online-Branchenportal mit dem Fokus auf amerikanischen Fernsehserien sowie der Fernsehwirtschaft. Die Website führt Informationen zu Serien und veröffentlicht seit 2008 tagesaktuell Nachrichten, Hintergrundberichte und Kritiken zu Serien. Nach eigenen Angaben ist Serienjunkies.de eines der größten Serienportale Europas. Geschäftsführerin ist Hanna Huge, Chefredakteur Adam Arndt. Heutiger Sitz des Unternehmens ist Berlin-Friedrichshain.

## Inhalte
Serienjunkies.de beschäftigt sich hauptsächlich mit amerikanischen Serien. Die Seite berichtet tagesaktuell über Fernsehserien, Fernsehtrends und Marktentscheidungen. Neben Nachrichten, Hintergrundberichten und Kritiken zu Fernsehserien führt die Website Episoden-Guides und Fakten zu mehr als 1.300 Serien. Seit März 2013 produziert Serienjunkies.de Podcasts, in denen aktuelle Serien und Fernsehtrends besprochen werden. Seit April 2014 ist Serienjunkies.de auch mit Videos auf YouTube vertreten.

## Geschichte
Die Seite wurde 2003 in Berlin als privates Projekt vom Chefredakteur Mariano Glas als Überblick gestartet, welche US-Serien auf welchem Sender zu welcher Zeit laufen. Später kamen Nachrichten hinzu. Im Januar 2008 erlebte Serienjunkies.de einen Relaunch. Hanna Huge, die BWL studiert hatte, stieg als Mitgründerin und stellvertretende Geschäftsführerin ein. Mit Vermarktern und Sponsoren wurden Verträge ausgehandelt und mithilfe des langjährigen Newschefs, Bernd Michael Krannich, wurde die Redaktion in Berlin aufgestellt. Das Unternehmen entwickelte sich seitdem zu einem Branchenportal, das mehrere fest angestellte Mitarbeiter beschäftigt. 2014 hatte Serienjunkies neun vollzeitliche Redakteure sowie mehrere freie Autoren.
2013 war Serienjunkies.de noch zu hundert Prozent eigenfinanziert. Die Finanzierung läuft größtenteils über Werbepartnerschaften und Werbeanzeigen auf der eigenen Seite sowie im Podcast.
Die Website war in das Vertical-Netzwerk entertainweb von Netzathleten Media integriert, welches ein Tochterunternehmen der IP Deutschland war. Von Ende 2014 bis September 2016 vermarktete SevenOne Media die Website. Danach wurde die Seite von Urban Media vermarktet. Seit 2023/2024 gehört serienjunkies.de zum Redaktionsnetzwerk Ippen Digital der Mediengruppe Ippen. Die frühere Inhaberin Serienjunkies GmbH & Co. KG wurde im März 2023 liquidiert.

## Reichweite
Im Jahr 2008, als Serienjunkies.de einen Relaunch erlebte, hatte die Website eigenen Angaben zufolge etwa 300.000 Besucher im Monat. 2012 lag die Reichweite, wiederum nach eigenen Angaben, bei 13 Millionen Seitenabrufen und einer Million eindeutigen Nutzern pro Monat.
Nach Beginn der Vermarktung durch SevenOne Media wurde Serienjunkies.de 2014 erstmals bei IVW geführt und konnte 5,5 Millionen Sitzungen im Monat und damit einen Top 150 Platz neben Seiten wie hoerzu.de, taz.de und fr-online.de vorweisen. 2015 lag die Reichweite bei einer Million eindeutiger Nutzer, 6,22 Millionen Sitzungen sowie 23,1 Millionen Seitenaufrufen je Monat. Etwa 76 Prozent der Nutzer sind männlich, 24 Prozent weiblich. 89 Prozent der Nutzer sind zwischen 18 und 39 Jahre alt. 60 Prozent der Nutzer sind berufstätig.
Im März 2018 wurden vom Vermarkter Urban Media folgende Reichweitenzahlen veröffentlicht: 630.000 eindeutige Nutzer; 1,85 Millionen Visits und 6,9 Millionen Seitenaufrufe.
Im Oktober 2018 wurden vom Vermarkter Urban Media folgende Reichweitenzahlen veröffentlicht: 420.000 eindeutige Nutzer; 1,39 Millionen Visits und 5,11 Millionen Seitenaufrufe.
Im Januar 2022 wurden vom Vermarkter Urban Media folgende Reichweitenzahlen veröffentlicht: 3,3 Millionen eindeutige Nutzer; 2,84 Millionen Visits und 10,43 Millionen Seitenaufrufe.